# 中郷町 (小松島市)
中郷町（なかのごうちょう）は、徳島県小松島市の町名。郵便番号は773-0016。

## 地理
小松島市の北西部に位置する。南は神田瀬川を境として日開野町に、東はほぼ神田瀬川を境として神田瀬町に相対している。北は徳島県道120号徳島小松島線（旧国道55号）をもって中田町と、西は徳島県道136号宮倉徳島線によって前原町と接している。
JR牟岐線が東西に貫通しており、中田駅が置かれている。また牟岐線に並行して県道120号が東西に走って県南地方と結び、さらに徳島県道169号中田停車場線が南北に走って県道120号と中田駅を結んでいる。
県道120号に沿って市街化が形成され商店街を形成し、南部の農村地域には、農村集落や住宅地が点在している。主要農産物としては米のほか露地野菜が挙げられる。

### 河川
- 神田瀬川
- 新堀川
- 豊ノ本川
- 大瀬川

### 小字
| - 県前 - 大瀬町 - 加藤 - 桜馬場 | - 泰地 - 高田 - 露ケ本 - 豊ノ本 | - 長手 - 西久保 - 西野 - 前田 |  |

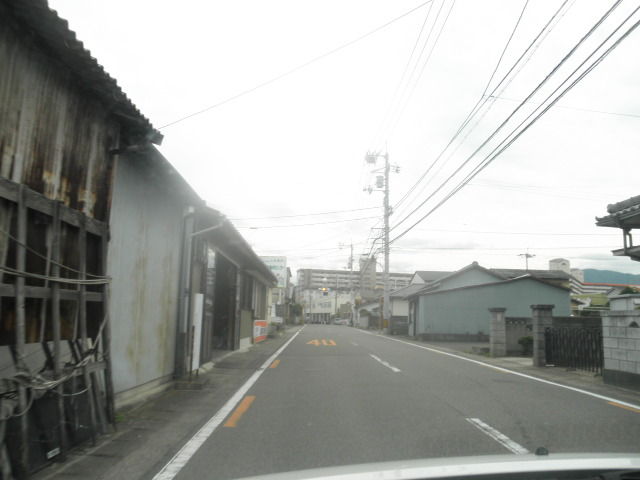
西野
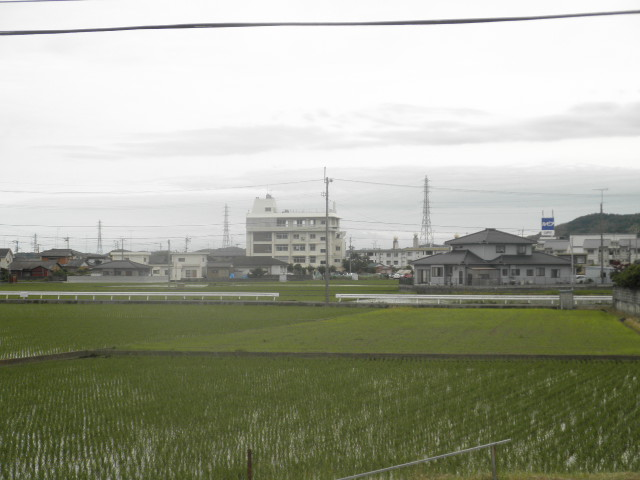
長手

## 歴史

### 中郷村
中郷村は江戸期より町村制が施行された1889年（明治22年）にかけて勝浦郡に存在した村。中之郷村とも記されている。徳島藩領。
蜂須賀家政は隠居後に中田村に豊林寺とともに豊臣秀吉を祀った豊国神社を慶長19年に建立したが、豊臣政権から徳川政権への以降過程で、承応年間には社殿が壊され、神体・棟札などが宝永4年に宝蔵寺（現在の堀越寺）へ移された。
明治4年に徳島県、同年に名東県、明治9年に高知県を経て明治13年に再び徳島県に所属。

### 中郷
明治22年から昭和32年にかけて存在した大字名。はじめは小松島村、明治40年より小松島町、昭和26年からは小松島市の大字となる。大正12年に中田駅が開業した。同駅はその後、昭和60年の小松島線廃止まで同線と牟岐線の分岐点となっていた。

### 現在
昭和32年より現在の町名となる。昭和47年に小松島市厚生福祉解放センター、昭和52年に泰地総合センター（千代公民館）が完成。

## 世帯数と人口
2022年（令和4年）7月31日現在の世帯数と人口は以下の通りである。
| 町丁   | 世帯数  | 人口    |
| ------ | ------- | ------- |
| 中郷町 | 967世帯 | 1,694人 |

## 小・中学校の学区
市立小・中学校に通う場合、学区は以下の通りとなる。
| 番地 | 小学校                 | 中学校                 |
| --- | ---------------------- | ---------------------- |
| 桜馬場（市道中郷1号線以東及び市道中郷17号線以東） | 小松島市立小松島小学校 | 小松島市立小松島中学校 |
| 大瀬町、露ケ本(国道55号以東)、西久保(国道55号以東)、西野、長手、泰地、豊ノ本、県前、桜馬場(市道中郷1号線以西及び市道中郷17号線以西)、加藤(国道55号以東)、前田(国道55号以東) | 小松島市立千代小学校   | 小松島市立小松島中学校 |
| 高田、露ケ本(国道55号以西)、前田(国道55号以西)、加藤(国道55号以西)、西久保(国道55号以西)                                                                                    | 小松島市立児安小学校   | 小松島市立小松島中学校 |

## 交通

### 鉄道
- JR牟岐線中田駅

### 道路
国道
- 国道55号

都道府県道
- 徳島県道120号徳島小松島線
- 徳島県道136号宮倉徳島線
- 徳島県道169号中田停車場線

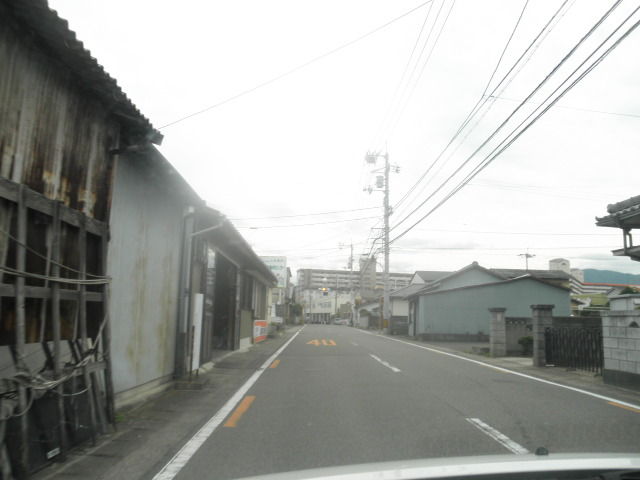
県道169号中田停車場線 西野
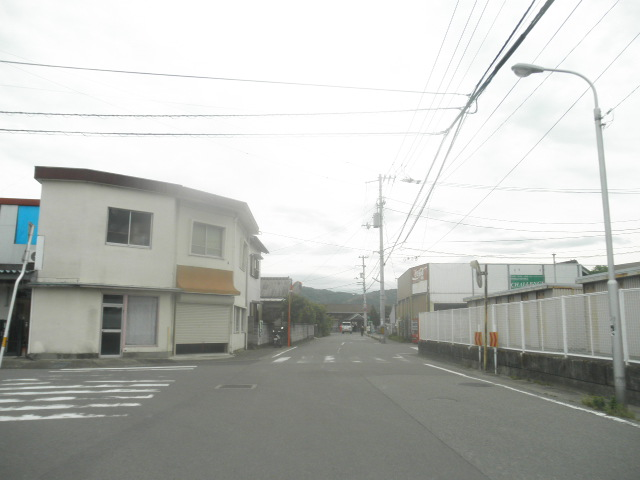
県道169号中田停車場線 長手

## 施設

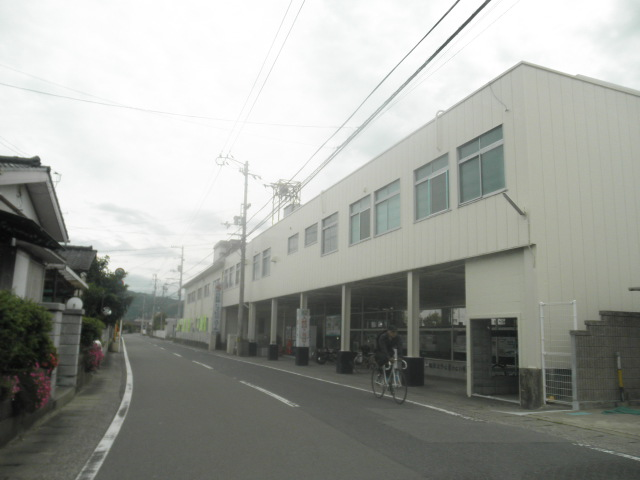
小松島自動車教習所

- 小松島自動車教習所
- 堀越寺 - 阿波秩父観音霊場22番札所。
- 豊国神社